# Amtsgericht Geilenkirchen
Geilenkirchen ist Sitz des Amtsgerichts Geilenkirchen, welches für die Städte Geilenkirchen und Übach-Palenberg sowie für die Gemeinde Gangelt im südlichen Kreis Heinsberg zuständig ist. In dem 158 km² großen Gerichtsbezirk leben rund 65.000 Menschen. Nachbaramtsgerichte sind Aachen, Heinsberg und Jülich.

## Übergeordnete Gerichte
Das dem Amtsgericht Geilenkirchen übergeordnete Landgericht ist das Landgericht Aachen, welches wiederum dem Oberlandesgericht Köln untersteht.

## Geschichte
Bis 1879 bestand das Friedensgericht Geilenkirchen. Das königlich preußische Amtsgericht Geilenkirchen wurde mit Wirkung zum 1. Oktober 1879 als eines von 16 Amtsgerichten im Bezirk des Landgerichtes Aachen im Bezirk des Oberlandesgerichtes Köln gebildet. Der Sitz des Gerichts war Geilenkirchen. Sein Gerichtsbezirk umfasste den Kreis Geilenkirchen außer den Teilen, die dem Amtsgericht Heinsberg zugeordnet waren. Am Gericht bestand 1880 eine Richterstelle. Das Amtsgericht war damit ein kleines Amtsgericht im Landgerichtsbezirk.